# Carlos Manuel Francisco dos Santos
Carlos Manuel Francisco dos Santos mais conhecido por Carlos Santos (Cova da Piedade, 11 de Janeiro de 1958) é um ciclista português.
Ao longo da sua carreira (1975 - 1990) representou equipas de diversos grupos desportivos como: SC Pinheiro de Loures, SL Benfica, Lousa-Trinaranjus, Atum General–Tavira–Maria Nova Hotel, FC Porto, Sporting Clube de Portugal, Lousa-Akai, Sicasal-Acral, Louletano–Loulé Concelho, Carnide e Salgueiros

## Prémios
- 1978 - Grande Prémio Internacional de Torres Vedras[1]

1986 - Porto/Lisboa